# Homocerynea cleoriformis
Homocerynea cleoriformis là một loài bướm đêm trong họ Noctuidae.